# 田中利幸
田中利幸（日语：／ Tanaka Toshiyuki，1985年2月2日—），福冈县福冈市出身，日本男子马术运动员，2014年亚洲运动会团体三项赛银牌得主、2024年夏季奥林匹克运动会团体三项赛铜牌得主。